# TAI Gözcü
TAI Gözcü (тур. Наглядач) - турецький тактичний безпілотний літальний апарат (БПЛА) малої дальності. Розробник і виробник - компанія Turkish Aerospace Industries (TAI). Використовується збройними силами Туреччини для розвідки і спостереження.

## Загальні відомості
Побудований з композитного матеріалу, запускається з катапульти і приземляється на парашуті. Gözcü оснащений EO/IR-датчиком і передає відеозображення в реальному часі на відстані до 50 км. Має навігацію по маршрутним точкам і автономний політ.
БПЛА з трикутними крилом і V-подібним оперенням приводиться в рух роторним двигуном з штовхаючим гвинтом потужністю 38 к.с.
Перший політ дрона відбувся 6 березня 2007 року, а 4 квітня 2007 року відувся політ з камерою. Прототип TAI Gözcü був представлений публіці на Міжнародній виставці оборонної промисловості IDEF в травні 2007 року.
Подальші льотні випробування в вересні 2007 року показали, що БПЛА спочатку не міг стежити за транспортними засобами на місцевості, через занадто високу швидкість. Розробники TAI визнали, що дрони-розвідники повинні літати повільніше. У 2011 році було повідомлено, що льотні випробування успішно завершені.
TAI Gözcü призначений для спостереження і розвідки у військових операціях проти проникнення і діяльності терористів в південно-східній Туреччині.

## Технічні характеристики
Дані з TR Defence

### Загальні характеристики
- Довжина: 2,45 м
- Розмах крила: 3,75 м
- Висота: 0,66 м
- Максимальна злітна вага: 85 кг
- Силова установка: 1 роторний двигун 28 кВт

### Льотні характеристики
- Максимальна швидкість: 170 км/год (110 миль на годину)
- Максимальна тривалість польоту: 120 хв
- Практична стеля: 3700 м (12100 футів)